# Barraques de pescadors d'Aiguablava
Les Barraques de pescadors d'Aiguablava és un conjunt de Begur (Baix Empordà) protegit com a Bé Cultural d'Interès Local.

## Descripció
Són barraques de pescadors situades arran de la platja d'Aiguablava i de diferent tipologia, però fonamentalment s'usen com a magatzem de barques. N'hi ha una que és de planta baixa i pis, dos aïllades i dos incrustades a la roca (són de coberta planera, mentre que les anteriors eren de teula a una i dos vessants).

### Barraca de Can Pere Sastre
Està situada al cantó oest de la cala, arrenglerada a la platja i enganxada a la roca. Consta d'un cos rectangular de planta baixa i planta pis. De mides aproximades 5.450 metres d'ample per 8.000 de llarg i una alçada mitja de façana principal sobre els 5.530 metres. Està construïda a desnivell per mitjà de murs de pedra fixats amb morter, arrebossats i encalcinats i té coberta a dues aigües. Presenta portal de fusta a la planta baixa i portal de fusta i finestral amb balconet a la planta pis.

### Barraca de Doctor Arruga
Es trobada situada al cantó oest de la cala, encarada a mar i al biaix de la roca. Consta d'un sol cos rectangular de planta baixa i altell amb teulada a una aigua cap a la platja i portal de fusta a la part curta del rectangle. De mides aproximades 6.51 metres d'ample per 9.03 de llarg i una alçada mitja de la façana principal sobre els 3.08 metres. Està construïda per mitjà de murs de pedra fixats amb morter, arrebossats i encalcinats. Era una barraca d'esbarjo que s'emprava també com a magatzem per a guardar els estris de pesca i les embarcacions.

### Barraca del Carnisser de Begur
És situada al centre de la platja, encarada al mar consta d'un sol cos rectangular de planta semisoterrani i baixa, amb coberta a una aigua cap a la platja. És la més gran que hi ha a la platja. De mides aproximades 8.60 d'ample per 15.30 m de llarg i una alçada mitja de façana principal sobre el 4.05 metres. Té accés a la planta baixa pel costat curt del rectangle que toca al carrer i al semisoterrani per al costat curt contrari. Disposa d'una gran terrassa de forma irregular davant de la platja, elevada uns 70 cm. Barraca construïda als anys 50 pel carnisser de Begur amb porxos, adaptada ara per l'hostaleria.

### Barraca can Matilde
Està situada al costat est de la platja, enganxada a la roca i sobre una base que l'aixeca, aproximadament, 1.5 metres del nivell de la platja. Aquesta barraca presenta dues portes de fusta, ja que està formada per dos espais comunicats interiorment a través d'una gran obertura i una escala, ja que hi ha una diferència de nivell entre elles de 0.67metres.
Part dreta: Les mides aproximades són 8.79 metres de llarg, 5.37metres d'ample i una alçada mitja de façana principal de 3.94 metres. La coberta és inclinada
Part esquerra: Les mides aproximades són 5.31 metres d'amplada, 8.20 metres de fondària i una alçada mitja de la façana principal de 4.03 m.

### Barraca Can Ventura
Situada al banda est de la platja i tocant a la barraca de Matilde. Es troba enganxada a la roca i sobre una base que s'eleva 1.5 metres respecte del nivell de la platja.
Es tracta d'una edificació en cantonada amb dues façanes a mar. Les mides aproximades són 6.98 metres de llarg per 5.60 metres d'amplada i una alçada mitja de façana principal de 4.08 metres. Els murs són de pedra fixats amb morter, arrebossats i encalcinats. La coberta és inclinada i de teula àrab. Presenta un gran portal de fusta mirant el mar.

### Barraca Des Catius
Situada al costat est de la platja, incrustada a la roca i encarada a la platja té un cos rectangular de planta baixa amb coberta formada per una volta de maó. La part posterior de la barraca es troba integrada a la muntanya i el terreny s'ha desplaçat damunt la mateixa volta. Disposa de portal de fusta a la part curta del rectangle. De mides aproximades 4.75 metres d'ample per5.62 m de llarg i una alçada mitja de façana sobre els 3.98 metres. Està construïda per mitjà de murs de pedra fixats amb morter, arrebossats i encalcinats.